# Nagasena
Nagasena est un moine bouddhiste et un arhat éminent, connu pour ses entretiens sur la doctrine bouddhique avec le roi Milinda (qui serait le roi indo-grec Ménandre Ier), réunis dans le Milindapañha (« Questions de Milinda »). Rien toutefois ne permet d'affirmer qu'il ait existé.
On trouve un autre Nagasena, qui est le douzième des « seize arhat » (sanskrit: ṣoḍaśasthavira - « les seize anciens ») chargés par Shakyamuni Bouddha de protéger son enseignement (dharma) jusqu'à l'arrivée du prochain bouddha, Maitreya. Ceux-ci sont particulièrement vénérés en Extrême-Orient. 